# 富爾頓縣 (伊利諾伊州)
富爾頓縣（英語：Fulton County）是美国伊利诺伊州中西部的一個縣，面積2,286平方公里。根據2020年美國人口普查，共有人口33,609人。縣治路厄斯鎮（Lewistown）。該縣成立於1823年1月28日，縣名紀念蒸汽船發明者罗伯特·富尔顿。